# Sauer M1913
De Sauer M1913  of M13 is een klein semiautomatisch single-actionpistool dat gemaakt werd door J.P. Sauer & Sohn gevestigd was in Suhl, Duitsland. Van 1913 tot 1930 werden er verschillende versies van geproduceerd. Hij werd opgevolgd door het Sauer M38 H double-actionpistool. Verschillende varianten van de M1913 werden tijdens beide wereldoorlogen gebruikt. Vooral door officieren. Onder andere bij de Duitse strijdkrachten.

## Geschiedenis
Johann Paul Sauer werd geboren in 1720 en begon in 1751 in Suhl vuurwapens te fabriceren. J.P. Sauer & Sohn was daarmee een van de oudste Duitse wapenfabrikanten. Sauer produceerde vanaf 1811 vuurwapens voor de Duitse strijdkrachten. Het bedrijf groeide daardoor gestaag, en in 1858 waren er tweehonderd mensen in dienst. Tijdens de oorlogen van 1864, 1866 en 1870-71 steeg de vraag naar militaire geweren en bleef de firma groeien. In 1871 werd Sauer ingeschakeld voor de productie van het militaire geweer Mauser Modell 71. In 1880 begon Sauer met de productie van jachtgeweren van hoge kwaliteit, die nog steeds zeer gewild zijn.
Tussen 1903 en 1910 produceerde Sauer een 7,65 mm automatisch pistool voor Georg Roth, een Oostenrijkse munitiefabrikant. Het oorspronkelijke ontwerp van Roth werd door Steyr vervaardigd als de Roth-Steyr, een militair pistool door de Oostenrijkse cavalerie. De Roth-Sauer was een zakversie van hetzelfde pistool. In deze periode vervaardigde Sauer ook zgn. 'Reichs-revolvers', eerst in samenwerking met C.G. Haenel en later met V.C. Schilling. Ook produceerden ze het dubbelloops Bär-Pistol van Burkhard Behr onder licentie.
Vanwege de concurrentie van FN, Mauser en andere bedrijven die zelfladende pistolen maakten begon Sauer rond 1910 eigen pistolen te ontwikkelen. Twee jaar later werd in 1913 het eerste zelfladende Sauerpistool uitgebracht. Het was ontworpen door Sauers hoofdingenieur, Fritz Zehner (1866-1946), en had een kaliber van 7.65 mm (.32 ACP).
Het wapen kreeg de aanduiding model 1913 en werd geproduceerd tot 1925, toen het totale productievolume 160.000 stuks bereikte. Het model 1913 was van hoge kwaliteit en kreeg al vroeg een reputatie van betrouwbaarheid. Tijdens de productieperiode van 1913 tot 1929 werd het twee keer aangepast.
Het was een zelfladend zakpistool. Het trekkersysteem van het wapen is zo eenvoudig mogelijk gehouden en bestaat alleen uit een trekker en een trekkerstang. Het is een single-actionpistool, dat met de hand gespannen moet worden voordat het eerste schot kan worden gelost.
In 1929 werd begonnen met de productie van een licht verbeterd Model 1929/30, dat ook een magazijnveiligheid had, en een verbeterde handgreep. Van dit model werden ongeveer 38.000 stuks geproduceerd.
In 1930 werd het Model 1913 opnieuw ontworpen en het nieuwe pistool werd uitgebracht als het Model 1930. Het had meer ergonomische kolfplaten, een betere balans en een paar andere verschillende functies dan zijn voorganger. Kort daarna begon Sauer verdere verbeteringen door te voeren en in oktober 1930 verscheen het Behördenmodell 1930, dat gericht was op overheden. Dit model had onder andere een trekkerveiligheid.
Maar met de Walther PP en PPK had Sauer sterke concurrenten. Dus in 1938 werd een totaal nieuw pistool geïntroduceerd, de Sauer M38 H.

## Constructie

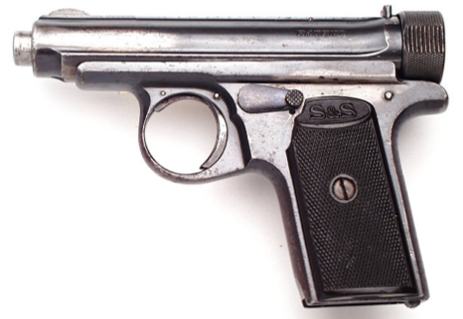
Sauer model 1913 2e versie

De Sauer M1913 heeft een klassieke constructie. Het wapen is gezwart. De loop is integraal onderdeel van het frame en dient als geleider voor de terugslagveer of sluitveer.
Het wapen is voorzien van vaste richtmiddelen: een halvemaanvormige 'korrel' aan de voorzijde en een V-vormige 'keep' aan de achterzijde. De veiligheidspal (ook 'rustpal') is aan de linkerzijde boven de trekker geplaatst.
De Sauer heeft een vaste loop met 6 trekken en uniek grendelsysteem. Alle modellen hebben een buisvormige slede, waarvan het voorste gedeelte de vaste loop omsluit met een concentrische terugslagveer. Een aparte cilindrische afsluiter in de achterkant van de slede en wordt op zijn plaats gehouden door een schroefdop.
De vroegste kolfplaten zijn van hoorn, met een geblokte ribbels. De hoornen platen werden al snel vervangen door hardrubberen kolfplaten en vervolgens door bakelieten. De kolfplaten zitten met één schroef vast.
Wanneer het pistool niet gespannen is, is de trekker teruggezakt achter in de trekkerbeugel. Zodra de slagpin gespannen is, wordt de trekkerstang naar voren geduwd, waardoor de trekker naar voren komt. Zo kan de schutter aan de trekker gemakkelijk zien en voelen of het pistool gespannen is of niet.
De eerste exemplaren hebben geen aparte vizierkeep aan de achterkant. In plaats daarvan heeft de schroefdop achterop de slede een V-vormige inkeping die dienst doet als vizierkeep. De geribbelde schroefdop wordt vergrendeld door een verende pen in de achterkant van de slede. Door de verende pen in te drukken met een pennetje in het gaatje in de achterkant van de schroefdop kan de dop losgedraaid worden. Bij latere exemplaren is het (interne) verende pennetje vervangen door een externe platte grendelveer. Aan het uiteinde van deze grendelveer is een blokje met vizierkeep aangebracht.
Het wapen heeft een sledevergrendeling/sledestop boven in de ronde trekkerbeugel; een knop waarmee de slede in de achterste stand kan worden vastgezet. Om de vergrendeling op te heffen en de slede weer naar voren te laten gaan dient de trekker ingedrukt te worden. Het wapen wordt daarbij niet gespannen.
De eerste wapens waren voorzien van een magazijnbeveiliging met een ontgrendelknop aan de linkerkant net achter de trekker. Wanneer het magazijn verwijderd werd, sprong de veiligheidsknop omhoog en werd de trekker vergrendeld. Nadat een nieuw magazijn geplaatst is blijft de trekker vergrendeld totdat de magazijnveiligheidsknop wordt ingedrukt. Dit was onnodig en onhandig, en de knop werd al snel weggelaten. Onder de veiligheidspal ('rustpal') was een 'S' ingeslagen, waardoor zichtbaar was wanneer het wapen vergrendeld ('sicher' of 'safe') is.
Het magazijn kan verwijderd worden door de knop ('houderhaak') onderaan de achterkant van de kolf naar achteren te duwen.
De handmatige veiligheidspal vergrendelt alleen de trekker, zodat deze ingedrukt kan worden. Hierdoor kan het wapen nog steeds afgaan als hij valt. Sauer plaatste daarom bij latere exemplaren een extra verende veiligheidspal onder de handmatige veiligheidspal ('rustpal'). Deze zorgt dat de trekkerstang wordt vergrendeld, zodat het pistool niet af kan gaan als het valt. Dit werd de Zusatzsicherung ('extra beveiliging') genoemd.

## Werking
Om het wapen te laden en te spannen wordt de slede naar achteren getrokken en losgelaten. Door de beweging naar achteren wordt de slagpinveer gespannen, en door de naar voren gaande beweging wordt een patroon uit het magazijn in de kamer gebracht. Na het afvuren beweegt de slede door de terugslag naar achteren en neemt daarbij de lege huls mee en werpt deze uit. Tegelijkertijd wordt de slagpinveer weer gespannen, waarna bij de naar voren gaande beweging weer een patroon uit het magazijn in de kamer gebracht wordt.

## Varianten

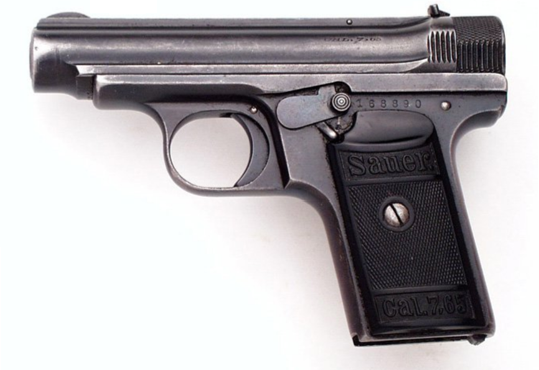
Sauer M1926-exportmodel

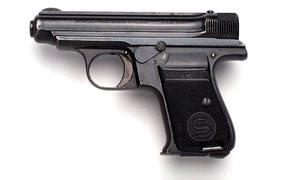
Sauer M1930

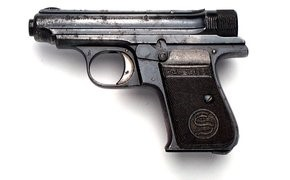
Sauer M1930 (NL)

#### Model 1919
Vanwege beperkingen van het Verdrag van Versailles en de populariteit van nog kleinere 'vestzakpistolen' maakte Sauer een kleinere versie Model 1913. Deze gebruikte de 6,35 mm Browning (.25 ACP)-patroon. Het pistool ziet er precies uit als een verkleinde Model 1913. Het werd waarschijnlijk in het eerste kwartaal van 1920 geïntroduceerd als het 'Model 1919'.

#### Model 1926
Eerst 'Export Model' genoemd. Voorzien van een veiligheidspal met sledestop, een haak waarmee de slede in de achterste stand kan worden vastgezet. De aparte sledevergrendeling/sledestop is daarom weggelaten. De trekkerbeugel is ovaler.

#### Model 1930
In 1928-1929 werd het ontwerp van M1913 verbeterd. Het nieuwe pistool kreeg de naam M1930. De kolfplaten werden vernieuwd. De magazijnvergrendeling is opnieuw ontworpen en moet naar achteren worden geduwd om het magazijn te lossen. Hierdoor moest ook het magazijn opnieuw worden ontworpen, waardoor het magazijn van M1913 niet kan worden gebruikt in het M1930. De sledevergrendeling van Model 1926 werd overgenomen, evenals de ovalen trekkerbeugel. De trekker en het afvuur- en laadsysteem werden opnieuw ontworpen zodat de trekker niet meer achter in de trekkerbeugel zit als het pistool niet is gespannen. Er werd een nieuwe magazijnbeveiliging geïntroduceerd, die voorkomt dat het pistool afvuurt als het magazijn niet op zijn plaats zit. De Zusatzsicherung verdween. Vroege exemplaren hebben nog de vaste halvemaan-vormige vizierkorrel van Model 1913, maar latere exemplaren waren verkrijgbaar met een verstelbare vizierkorrel.

#### Model 1930 (NL)
De Nederlandse politie en Koninklijke Marine kochten ook M1930-pistolen, maar met een aantal aanpassingen. Zo wilde men dat de trekker wel in de achterkant van de trekkerbeugel wegzakt als het wapen niet is gespannen, zoals de oudere modellen dat ook hadden. Daarom hebben deze wapens het oudere afvuur- en laadmechaniek. Het wapen heeft geen magazijnbeveiliging. Daarnaast hebben de Nederlandse veiligheidspallen een langere en scherpere sledestophaak voor de sledevergrendeling. De Nederlandse pistolen hebben ook een spanindicator achterop het pistool; een kleine pen die uit het midden van de eindkap omhoog steekt wanneer het pistool is gespannen. De kolfplaten zijn meestal gevlekt groen, soms zwart. Het politiemodel heeft aan de onderkant van de linkerhandgreep een oog voor een pistoolkoord. De Nederlandse overheid kocht Sauer M1930-pistolen voor verschillende instanties, zoals de Koninklijke Marine en het Departement van Financiën (DvF). Ze zijn ook gekocht door de Stoomvaart-Maatschappij Nederland (S.M.N.). De Nederlandse wapens hebben als opschrift JOH.MUNTS - AMSTERDAM en J.P.SAUER&SOHN,SUHL. Johan Munts was de Nederlandse importeur. De Nederlandse pistolen worden ook wel M1929 genoemd.

#### Behördenmodell
Het Behördenmodell 1930 (Nederlands: 'Gezagsdragersmodel 1930') werd in oktober 1930 geïntroduceerd. Het had verschillende verbeteringen, waaronder een veiligheidstrekker; in wezen een knop aan de voorkant van de trekker die moet worden ingedrukt om de trekker over te halen. Vroege versies van het Behördenmodell hebben een grendelblok dat bijna identiek is aan dat van het model 1913. Latere versies hebben een beweegbare patroongeleider. Vroege exemplaren hadden een spanindicator, maar deze verdween toen de patroongeleider opnieuw werd ontworpen. Vroege exemplaren hebben dezelfde gladde slede als Model 1913, maar latere hebben een licht gegroefde bovenkant om schittering te verminderen. Een klein aantal pistolen van dit model heeft een aluminium frame en slede. Deze zijn voorzien van de tekst ORIGINELE DURALUMIN. Er zijn zowel geanodiseerde (zwarte) als niet-geanodiseerde (glanzend gepolijste) Duralumin exemplaren.

## Specificaties

#### M1913
- Munitie: 7,65 x 17 mm HR (.32 ACP)
- Lengte: 149 mm
- Loop: 76 mm
- Gewicht leeg pistool: 620 g
- Magazijn: 7 patronen

#### M1930
- Munitie: 7,65 x 17 mm HR (.32 ACP)
- Lengte: 150 mm
- Loop: 77 mm
- Gewicht leeg pistool: 630 g
- Magazijn: 7 patronen[1]

## Nederland
De Koninklijke Marine voerde in 1918 de 9mm-versie het zelfladende Luger parabellum-pistool als opvolger voor de 6-schots 9,4 mm Bergansius M1873-revolver (285 mm (NM) en ca. ±1,2 kg) in en gaf dit de aanduiding 'Pistool No. 1'. Hetzelfde wapen was in 1904 ook door de Duitse Keizerlijke Marine ingevoerd als 'P04' en werd in 1908 als 'P08' het standaardpistool voor de Duitse Keizerlijke Landmacht. Het KNIL had het wapen in 1911 ook aangeschaft als 'Pistool M.11'. Ook andere krijgsmachten gebruikten het wapen. Het wapen was korter en lichter (217 mm lang, ±0,9 kg zwaar) dan de oude revolver en had een magazijn waar 8 patronen in konden.
In 1923 en in 1926 nam de marine 80 pistolen van het type 9mm FN Browning Model 1903 (203 mm en ca. ±0,9 kg) in gebruik als 'Pistool No. 2'. Dit wapen had een magazijn waar 7 patronen in konden.
Nadat de productie van de Sauer M1930 gestopt was kocht de marine in 1936 enkele honderden FN Browning Model 1910 in kaliber 7,65 x 17 mm (153 mm en ca. ±0,59 kg). Deze kreeg bij de marine de aanduiding 'Pistool No. 4'. Het was identiek aan het pistool dat als 'Pistool M.25 No. 1' bij de Landmacht de Bergansius M1873-revolver vervangen had.

### Pistool No. 3, Sauer M1930
Na de muiterij op de Zeven Provinciën in 1933 werd het noodzakelijk geacht dat officieren aan boord van oorlogsschepen wapens op de man zouden dragen. De in gebruik zijnde pistolen No. 1 en No. 2 waren te onhandig en te zwaar en daarom werd gekozen voor het kleine zakpistool J.P. Sauer & Sohn Model 1930. Het werd door de marine ingevoerd als 'Pistool No. 3'. Het was een klein en eenvoudig te dragen wapen dat bijzonder praktisch was aan boord van de marineschepen. In totaal werden circa 900 pistolen aangeschaft. Opvallend is voorts dat het wapen niet bedoeld was als een oorlogswapen, maar als een zakwapen voor tuchtelijk optreden en voorkomen van muiterijen. De pistolen zouden dan ook niet als oorlogswapens worden gedragen.
De marine kende veel kwaliteitsproblemen met het pistool. Zo waren er problemen met de afvuurinrichting en de patroonhouder. Deze problemen werden deels door het Staatsbedrijf der Artillerie Inrichtingen (A.I.) opgelost.
De munitie voor dit pistool werd in Duitsland aangeschaft.
Het wapen was ook in gebruik bij diverse civiele diensten in Nederland. Tijdens de bezetting zijn er een aanzienlijk aantal door het verzet gebruikt. Vanwege het formaat waren de wapens gemakkelijk te verbergen.